# La Légende du loup-garou
Pour plus de détails, voir Fiche technique et Distribution.
La Légende du loup-garou (Legend of the Werewolf) est un film britannique réalisé par Freddie Francis, sorti en 1975. Il a été distribué en France en avant-première au Festival du film fantastique de Paris en avril 1975.

## Synopsis
XIXe siècle, à la veillée de Noël, un gitan et sa femme las d'être persécutés trouvent refuge dans une grotte. L'épouse meurt en donnant naissance à un bébé, quant au père, il se fait tuer par une meute de loups. L'enfant est élevé en animal sauvage comme ceux de la meute. Devenu un adolescent, il est recueilli par des artistes de cirque pour devenir leur principale attraction : « The Wolf Boy. » Devenu adulte, il prend le nom d'Étoile et devient acrobate. Mais une nuit de pleine lune, il se transforme en loup-garou et manque de tuer le contremaître du cirque. Il s'enfuit et se retrouve à Paris. Pris en sympathie par le gardien du zoo municipal, Étoile est embauché comme homme à tout faire. Bientôt, il tombe amoureux de Christine, une prostituée qui officie près du zoo. Après avoir été repoussé de sa demande de l'épouser, Étoile se transforme chaque nuit de pleine lune et tue. Le professeur Paul qui travaille comme médecin légiste à la morgue constate que les morts ont été causés par des morsures de loup. Il commence son enquête dans le bordel de la jeune femme.

## Fiche technique
- Titre original : Legend of the Werewolf
- Titre français : La Légende du loup-garou
- Réalisation : Freddie Francis
- Scénario : Anthony Hinds (crédité John Elder)
- Musique : Harry Robertson (crédité Harry Robinson)
- Photographie : John Wilcox
- Montage : Henry Richardson
- Production : Kevin Francis
- Société de production : Tyburn Film Productions Limited
- Société de distribution : Fox-Rank
- Pays :  Royaume-Uni
- Langue : Anglais
- Format : Couleur - Mono - 35 mm - 1.85:1
- Genre : Fantastique
- Durée : 85 min

## Distribution
- Peter Cushing (VF : René Bériard) : Le professeur Paul
- David Rintoul : Étoile
- Ron Moody (VF : Georges Berthomieu) : Le gardien du zoo
- Lynn Dalby (VF : Céline Monsarrat) : Christine
- Hugh Griffith : Maître Pamponi
- Stefan Gryff : Max Gerard
- David Bailie (VF : Richard Leblond) : Boulon
- Renee Houston : Chou Chou
- Marjorie Yates : Madame Tellier
- Norman Mitchell : Tiny
- Hilary Farr : Zoe
- Elaine Baillie : Annabelle
- Roy Castle : Le photographe